# Woeser
Woeser (Lhasa, 21 juli 1966), uitspraak Weise, ook geschreven als Öser, Oisêr, Wei Se of voluit Tsering Woeser, is een Chinees-Tibetaans schrijfster, dichteres en dissident essayiste.
Woeser durft zich in China uiterst kritisch uit te laten over gevoelige onderwerpen. De autoriteiten zien haar daarom als een bedreiging en houden haar en mensen die haar bezoeken nauwlettend in de gaten. In het westen daarentegen wordt ze geroemd; door tibetoloog Robert Barnett wordt ze bijvoorbeeld omschreven als "een dichteres die vergeten is bang te zijn." Buiten China is ze een belangrijke bron van informatie over het huidige Tibet.

## Achtergrond en jeugd
Woeser is voor driekwart Tibetaans en voor een kwart Han-Chinees. Toen zij vier jaar was, werd haar vader met zijn gezin voor een tijd overgeplaatst naar Kham.
Haar ouders waren toegewijde maoïsten, net als veel andere Chinezen. Haar vader, Tsering Dorje, was een legerofficier in het Volksbevrijdingsleger. Ze beschreef hem als iemand die overdag in het openbaar kon uitvaren tegen religie, terwijl hij 's avonds toevlucht zocht in boeddhistische teksten. Toen hij overleed in 1991, vond ze een biografie van de dalai lama met ezelsoren in zijn boekenkast. Hij was volgens haar net als veel andere Tibetanen die voor de overheid werken: "Ze zijn verdeeld van binnen. We noemen hen mensen met twee hoofden."
Ze groeide op in Lhasa, de hoofdstad van Tibet, tijdens de Culturele Revolutie (1966-1976) en ze was toen zelf ook een toegewijd aanhangster van Voorzitter Mao. Ze begon deze politieke overtuiging in twijfel te trekken toen ze naar de Zuidwestelijke Universiteit voor Nationaliteiten in Chengdu ging, de hoofdstad van het aan Tibet grenzende Sichuan. Hier behoorde ze voor het eerst tot een minderheid en voelde ze zich vaak gediscrimineerd. Medestudenten bespotten Tibetanen en zeiden dat ze stonken. Chinese propaganda probeerde haar te doen geloven dat Tibetanen achterlijk en wreed waren.
Eind jaren tachtig slaagde ze in Chengdu voor haar doctoraalexamen in Chinese letterkunde.
In Chengdu las ze de verboden biografie van de veertiende dalai lama Tenzin Gyatso en het boek In Exile from the Land of Snows van John Avedon, dat een beschrijving bevat van Tibetanen die als boeddhist onderdrukt worden en hun verblijf in China als ballingschap ondergaan. Ze las daarin dingen die tegengesteld waren aan wat haar was geleerd en deze boeken kregen door hun overtuigingskracht grote invloed op haar ontwikkeling. Over de Palestijns-Amerikaanse schrijver Edward Said schreef ze, verwijzend naar diens werk over kolonialisme: "Said heeft mijn ogen geopend."

## Loopbaan als redacteur
Na haar studie keerde ze in 1990 terug naar Lhasa, waar ze redacteur werd voor het door de overheid uitgegeven tijdschrift Tibetaanse Literatuur (vertaald). In deze tijd werden opstanden (1987 tot 1993) hard neergeslagen en ontmoette ze monniken die haar vertelden over de protesten en de erop volgende strenge maatregelen van 1989. Deze gesprekken maakten haar bewust van de gruwelijkheid van de Chinese overheersing en vastberaden om die overheersing als schrijver te bestrijden.
Woeser had aanvankelijk niet de bedoeling de foto's die haar vader had gemaakt tijdens de Culturele Revolutie openbaar te maken. Dit veranderde toen ze in 1999 besloot de verhalen en herinneringen achter de foto's opnieuw te ontdekken. Ze stuurde de foto's naar de Chinese schrijver en intellectueel Wang Lixiong die zich had gespecialiseerd in het schrijven over Tibet. Hij retourneerde de foto's en vertelde haar dat de foto's naar zijn indruk getuigen waren van een tijdperk dat door de Chinese autoriteiten onzichtbaar was gemaakt en dat nodig moest worden herontdekt. Deze foto's publiceerde ze uiteindelijk in 2006 onder de titels Doden en beroven: Vier decennia van verboden herinneringen, de Culturele Revolutie in Tibet onder de loep (殺劫 : 四十年的記憶禁區, 鏡頭下的西藏文革) en Herinnering aan Tibet (西藏記憶). Deze boeken verschenen buiten de volksrepubliek, namelijk in Taiwan.
Ze publiceerde een collectie essays die het einde inluidden van haar carrière als redacteur. In voor het westen onschuldige bewoordingen ging ze naar Chinese maatstaven te ver, door zich lovend uit te laten over spirituele leiders als de veertiende dalai lama en de zeventiende karmapa, Orgyen Trinley Dorje. Ze schreef bijvoorbeeld dat de dalai lama een spiritueel leider is die door de Tibetanen wordt geëerd en door het Chinese leiderschap wordt zwartgemaakt. In 2004 werd ze uit het Staatsgenootschap voor letterkundigen gezet, omdat ze haar "politieke fouten" niet wilde erkennen. Die bestonden erin dat ze de dalai lama had verheerlijkt, de solidariteit van het land had beschadigd en de positieve werking van religie in het sociale leven had overdreven.
Ze kreeg ontslag en werd gedwongen te verhuizen naar Peking om herscholing te ondergaan, wat ook betekende dat ze geregeld gevangen werd gezet en psychologisch werd mishandeld. Omdat ze veelvuldig haar grote bewondering had uitgesproken voor Wang Lixiong, een van de bekendste schrijvers van China, regelden vrienden een ontmoeting tussen hen. Een jaar later trouwden ze met elkaar.
Ook Woesers familieleden zijn bedreigd, opgepakt en verhoord vanwege haar werk. Mensen op wie ze eerst kon bouwen omdat ze haar op de hoogte brachten van de gebeurtenissen en situatie in Tibet, durven haar anno 2010 niets meer te vertellen, uit angst voor vergelding door de Chinese overheid. Van hen werden er ten minste dertien opgepakt.
Woeser werd niet verplicht voortdurend in Peking te wonen; samen met haar man maakt ze jaarlijks zelfs lange trektochten door de Tibetaanse gebieden. Voor haar is Peking nu meer een praktische keus geworden, omdat ze er minder bespioneerd wordt dan in Lhasa. "Ik ben hier, net als Ai Weiwei, maar een kunstenaar, een eenzaam, klein stemmetje. Soms worden we opgepakt, soms worden we geïntimideerd, maar echt bedreigend zijn wij niet."

## Boeken
Woeser brengt haar boeken uit in het Mandarijn. Ze schreef een tiental boeken met poëzie, verhalen of essays, waaronder een boek met gedichten genaamd Leve Tibet (西藏在上). Haar boeken werden daarnaast vertaald in het Tibetaans, Japans, Engels, Frans, Duits, Pools, Spaans en Catalaans.
Haar boek Opmerkingen over Tibet (西藏笔记) met 38 korte reisverhalen werd in september 2003, negen maanden na publicatie, verboden door de regering van de Tibetaanse Autonome Regio. Ook andere boeken kwamen op de zwarte lijst en ze kreeg een publicatieverbod voor eventuele volgende boeken opgelegd.
Woeser werkte ongeveer zes jaar aan twee boeken over de Culturele Revolutie (1966-1976) die werden uitgebracht door Locus Publishing in Taiwan. De boeken zijn in het Mandarijn geschreven en heten vertaald: Doden en beroven: Vier decennia van verboden herinneringen, de Culturele Revolutie in Tibet onder de loep en Herinnering aan Tibet. De Taiwanese uitgever nam daarnaast Opmerkingen over Tibet in herdruk. Het eerste is een boek met honderden foto's die haar vader, Tsering Dorje, bij zijn dood in 1991 had nagelaten en had gemaakt tussen 1966 en 1970. De foto's tonen bijvoorbeeld soldaten van de Rode Garde die snorretjes tekenden op de bovenlip van Tibetaanse monniken, en Tibetanen die op een vrachtwagen werden geladen om afgevoerd te worden naar velden waar ze vermoord werden. Haar man Wang Lixiong schreef in het voorwoord van het boek dat er een lacune bestaat in de geschiedschrijving van Tibet tijdens de Culturele Revolutie en dat er slechts drie documenten over bestaan; deze drie documenten staan echter onder strikt militair toezicht.
In 2009 bracht International Campaign for Tibet haar boek Like gold that fears no fire - New writing from Tibet online uit, met essays en gedichten die in China zijn verboden.

## Weblog
In 2005 begon Woeser een weblog over onderwerpen die in Tibet zelden werden besproken, zoals aids, prostitutie, milieuschade en de opening in 2006 van de Peking-Lhasa-spoorlijn die de regio overspoelt met Chinese migranten. Veiligheidsagenten bewaakten haar appartement en de Chinese autoriteiten sloten keer op keer haar weblog. Haar inmiddels vierde weblog op een buitenlandse server was een van de weinige informatiebronnen voor het westen tijdens de opstand van 2008. In de dagen rondom de Dag van de Tibetaanse Opstand (10 maart) werden zij en haar man door de Chinese autoriteiten onder huisarrest geplaatst.
Hackers slaagden erin haar weblog te kraken, nadat ze haar een e-mail hadden gestuurd met een virus erin (bestaande uit phishing cq. whaling), waardoor ze achter haar inloggegevens kwamen. Ze haalden haar weblog leeg en verruilden het voor een afbeelding van de vlag van de Volksrepubliek China met de tekst eronder: "Lang leve de Volksrepubliek China! Weg met alle Tibetaanse onafhankelijkheidselementen!!!" Verder schreven ze: "Dit stinkende gezicht, als iemand haar ziet: geef een woest pak slaag aan deze verdrinkende hond van mij!!!!!"
Desondanks opende Woeser opnieuw een weblog. De hosting gebeurt anno 2011 echter wel vanuit het buitenland, vanaf een server die ze met speciale software kan bereiken.

## Rechtszaak tegen de staat
Woeser had in Lhasa al een poging gedaan een paspoort aan te vragen, maar politiefunctionarissen hadden haar te kennen gegeven dat ze daar in de Tibetaanse Autonome Regio geen kans op zou maken. In 2005 vroeg ze daarom een paspoort aan in Changchun, de woonplaats van haar man Wang. Dit paspoort werd haar echter toen en in de jaren erna herhaaldelijk geweigerd.
Hierop nam Woeser een in China ongebruikelijke stap door in 2008 een rechtszaak te beginnen tegen de Chinese staat, om af te dwingen dat ze buiten haar eigen land zou kunnen reizen. Ze hoopte zo de aandacht te vestigen op de vaste greep die China uitoefent op Tibet en zijn bevolking. In een interview met de Associated Press vertelde ze dat ze niet verwacht te winnen, maar dat ze het ziet als een kans om te praten over de oneerlijke behandeling van Tibetanen door de jaren heen en om de buitenwereld op de hoogte te stellen van de waarheid. Ze wordt hierbij verdedigd door Mo Shaoping, een advocaat in Peking die naam heeft gemaakt als verdediger van Chinese dissidenten.
Woeser zond vrienden eropuit om informatie te verzamelen, waarna de politie haar liet weten dat ze de staatsveiligheid in gevaar bracht. Dit argument wordt vaak gebruikt om dissidenten in het gareel te houden. In reactie op deze aantijging stelde Woeser dat het grote land China wel erg zwak moet zijn als zij er als schrijfster een gevaar voor de samenleving zou vormen. Het is bijna onmogelijk voor Tibetanen om een paspoort te verkrijgen, waardoor velen hun leven riskeren door via de Himalaya het land te ontvluchten naar Nepal en India.
Routinematig worden rechtszaken in Tibet vertraagd, waardoor Woesers rechtszaak mei 2011 nog niet in behandeling is genomen.
In december 2008 waren zij en haar man Wang enkele van de eerste ondertekenaars van het democratiseringspamflet Charta 08. De opsteller ervan, Liu Xiaobo, werd drie jaar later voor dit pamflet geëerd met een Nobelprijs voor de Vrede maar ook bestraft met een 11 jaar lange gevangenisstraf.

## Arrestatie
Na het publiceren van foto's van patrouillerende militairen op haar weblog werd Woeser op 21 augustus 2008 door acht politieagenten uit het huis van haar moeder opgehaald en gedurende acht uur verhoord. De laptop van haar man werd gekraakt en een deel van zijn bestanden werd gewist. Het bezoek aan Tibet dat een maand zou duren, kortten ze in tot zes dagen. Een afscheidsfeest waar ze veel vrienden en familie voor hadden uitgenodigd, werd amper bezocht, blijkbaar uit angst voor mogelijke represailles.
Tijdens dit bezoek in augustus 2008 smeekte haar moeder haar onder alle druk en bedreiging om de ouderlijke woning te verlaten, uit angst voor haar veiligheid. Volgens Woeser was dit een van de meest hartverscheurende momenten in haar leven.

## Waardering en onderscheidingen
Op 17 december 2007 ontving ze de Ytringsfrihetsprisen (Vrijheid van meningsuiting-prijs) van de Noorse schrijversunie. Doordat Woeser een paspoort was geweigerd kon ze de prijs niet persoonlijk in ontvangst nemen. Haar man mocht in 2008 wel naar Oslo reizen en nam uit haar naam de prijs in ontvangst.
Dezelfde dag, op 17 december 2007, werd ze eveneens onderscheiden door de Vereniging van Tibetaanse Journalisten (ATJ) in Dharamsala met de prijs voor Vrijheid van Meningsuiting 2007. Op 19 oktober 2010 ontving Woeser van de Internationale Mediastichting voor Vrouwen de Courage in Journalism Award.
In 2011 werd ze onderscheiden met een Prins Claus Prijs. De jury omschreef haar als "een moedige schrijfster/blogger uit Tibet wier werk unieke perspectieven biedt op de complexiteit van het huidige Tibet." De Chinese autoriteiten beletten haar echter de prijs op de Nederlandse ambassade in ontvangst te nemen, ondanks een appel van voorgaande laureaten.
In 2013 was ze een van de tien vrouwen die door het Amerikaanse ministerie van buitenlandse zaken met de internationale Women of Courage-prijs werden onderscheiden. Volgens het ministerie heeft zij een stem gegeven aan miljoenen etnische Tibetanen die zich niet tegenover de buitenwereld kunnen uiten doordat de overheid de vrije stroom van informatie beknot.
Robert Barnett, Tibet-expert aan de Columbia-universiteit, beschreef Woeser als "een dichteres die vergeten is bang te zijn." Ze betrad daarmee volgens hem onbekend terrein. Dat de overheidsagressie haar echter wel degelijk raakt, verwoordde ze in een interview met The New York Times als volgt: "Ik voel me zo onzeker van binnen. Ik heb het gevoel dat ik op de rand van een klif zit en elk moment naar beneden kan vallen."
Internationaal ontvangt ze steeds meer ondersteuning, zoals van de International PEN die verwijst naar het Internationaal verdrag inzake burgerrechten en politieke rechten dat ook door China is ondertekend. De PEN-club riep al haar regionale afdelingen op om de situatie van Woeser uitgebreid onder de aandacht te brengen.
Ze is te zien in verschillende documentaires, zoals Tibet: 50 Years After the Fall uit 2009 van het regisseursduo Ritu Sarin en Tenzin Sönam en Preparing Tibet For the Olympics van het Britse Channel 4.